# Królicza Jama

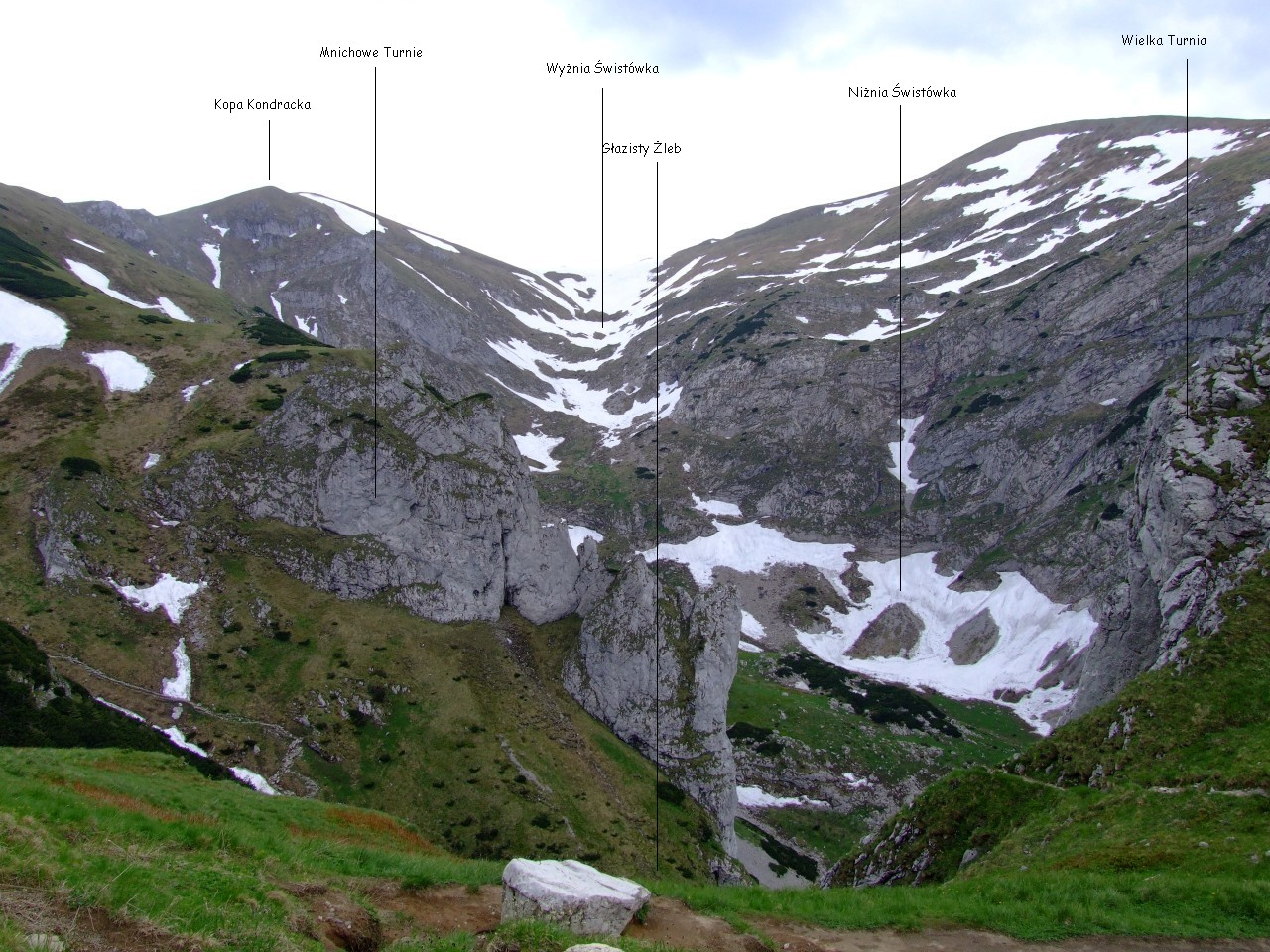
Na prawo ściana Kotlin

Królicza Jama (Dziura Nad Lejem) – jaskinia w Dolinie Małej Łąki w Tatrach Zachodnich. Wejście do niej znajduje się nad Kotlinami, w północno-wschodnim zboczu Małołączniaka, nad jaskinią Średni Lej, na wysokości 1882 metry n.p.m. Długość jaskini wynosi 29 metrów, a jej deniwelacja 10 metrów.

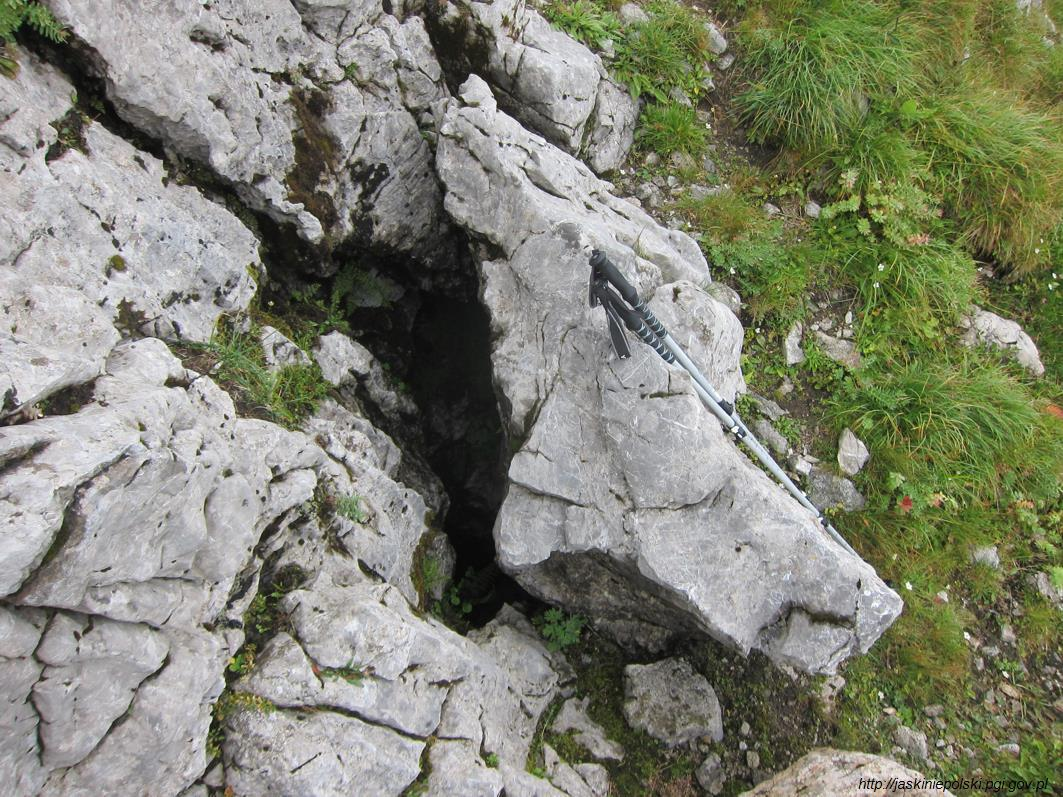
Otwór jaskini

## Opis jaskini
Główną częścią jaskini jest trójkątna salka, w której znajduje się najniższy punkt jaskini. Aby dostać się do niej z otworu wejściowego trzeba zjechać 7-metrową studzienką. Z jej dna odchodzą dwa ciągi. Na południowy wschód idzie krótkie, ślepe odgałęzienie, natomiast na północny zachód korytarz prowadzi do salki. Z niej odchodzą boczne ciągi:
- na wprost, za 1,1-metrowy prożkiem, idzie krótki ciąg zakończony szczeliną.
- na wschód odchodzi zwężający się 4-metrowy korytarz.
- na zachód, za zwężeniem w końcu salki, jest mała komórka.
- na południe znajduje się 5-metrowy kominek[3].

## Przyroda
Ściany jaskini są mokre. Zamieszkują ją nietoperze.

## Historia odkryć
Nie wiadomo kiedy jaskinia została odkryta. Możliwe, że jest to jaskinia, którą dawniej nazywano Dziura nad Lejem lub Dziura pod Lejem.